# Pepsi
Pepsi je popularno gazirano bezalkoholno piće koje proizvodi američka tvrtka PepsiCo. Pepsi postoji u raznim vrstama. Osnovan je 1903. godine.
Tvrtka koja ima ekskluzivno pravo na punjenje Pepsija u Hrvatskoj je Eurobev d.o.o.

## Vanjske poveznice
- pepsiworld.com.hr  Arhivirana inačica izvorne stranice od 1. veljače 2012. (Wayback Machine)